# Adolphe Ferrière
Adolphe Ferrière (Ginevra, 1879 – 1960) è stato un pedagogista e astrologo svizzero.

## Biografia
Giovanissimo cominciò a coltivare una grande varietà di interessi, tra i quali quelli pedagogici. Nel 1899 insieme ad altri studiosi creò, come centro coordinatore di iniziativie educative, l'Ufficio Internazionale delle Scuole Nuove, i cui compiti vennero poi assunti dall'Ufficio Internazionale dell'Educazione, che è ancor oggi il maggior centro europeo di formazione pedagogica e scolastica.
Dal 1913 al 1920 fu professore all'Istituto Jean-Jacques Rousseau.
Nel 1921 fondò con altri, a Calais, la Lega internazionale per le scuole nuove, che coordinò i movimenti di rinnovamento educativo del mondo intero. A lui si deve la diffusione del termine scuola attiva, che fu usato per la prima volta nel 1917 da un altro pedagogista della scuola di Ginevra, Pierre Bovet. Le basi teoriche della pedagogia di Ferrière rivelano un certo eclettismo, che comprende posizioni filosofiche legate a quelle di Rousseau, Bergson e Dewey. Nelle sue opere si svolgono concezioni diverse intorno ai tre fondamenti:
- L'educazione attiva deve sviluppare lo slancio vitale spirituale del bambino
- L'evoluzione del bambino ricapitola l'evoluzione della specie. ossia in essa vengono ripercorse le tappe dell'evoluzione della specie umana nella sua intera storia
- La capacità di conoscere del bambino è legata all'apprendimento attraverso l'interesse.

L'interesse si sviluppa diversificandosi nelle varie età, secondo un ritmo ed uno svolgimento propri di tutti gli individui. Attraverso questo sviluppo il bambino conquista la sua autonomia, a patto che possa esprimere attitudini e capacità spontanee individuali nell'ambito di attività sociali: soltanto la partecipazione attiva alla vita del gruppo e della comunità lo mette in grado di assumere iniziative responsabili.
Le suddette affermazioni trovano spazio in quelle che Adolphe Ferrière definisce leggi dell’evoluzione psicologia alle quali l’insegnante si deve attenere per rispondere ai bisogni del bambino. Queste sei leggi nel dettaglio sono : 
1.La legge dello slancio vitale e spirituale : il già citato slancio vitale del bambino corrisponde alla sua esigenza di creazione e innovazione; dunque va lasciato fruttificare attraverso l’attività spontanea, liberando il bambino da ogni imposizione ad eccezione di quella riguardante il rispetto verso il prossimo.
2.La legge del progresso : bisogna evitare che il bambino si disinteressi allo studio, perciò, è necessario rispettare i ritmi che sono propri della sua età evitando di riempirlo di nozioni astratte e premature.
3.La legge biogenetica :  lo sviluppo ontogenetico ripete le fasi di quello filogenetico e  ogni uomo ripercorre nel suo sviluppo le tappe dello sviluppo dell'umanità. In parole più semplici,  lo sviluppo dell’individuo e lo sviluppo della specie presentano le stesse tappe e gli stessi momenti di maturazione progressivo .
4.La legge dell’interesse e dello sforzo : l’interesse e lo sforzo non vanno separati. L’interesse, governato dalla volontà, implica uno sforzo che permette di sapersi adattare a tutti gli imprevisti. Questa sincronia tra interesse e sforzo viene definita lavoro. Esso viene apprezzato dal bambino nel momento in cui ne trae i frutti.
5.La legge dell’autonomia : gli insegnanti hanno il compito di indirizzare il bambino a ragionare in maniera autonoma evitando l’utilizzo esclusivo delle espressioni dei libri e dei docenti stessi. L’autonomia scolastica rappresenta per Ferrière un risveglio tridimensionale : al senso critico, alla ragione autonoma e alla volontà cosciente. 
6.La legge della progressione : questa legge mette in luce il cambiamento degli interessi del bambino in base all’età. Questi interessi si possono classificare in cinque gruppi : 
- età prescolare 4-6 anni : interesse per il gioco (interessi disseminati);
- età della scuola elementare 7-9 anni : prima sperimentazione del mondo (interessi immediati);
- 10 -12 anni : introduzione di personaggi e fatti storici attraverso monografie che permettono l’apprendimento attivo delle diverse culture. (interessi specializzati concreti);
- 13-15 anni : studio semantico dell’uomo e della natura (interessi astratti semplici);
16-18 anni : esercitazioni sul talento del ragazzo (interessi astratti complessi).
Tali iniziative, nella pratica scolastica, si concretano nelle forme dell'autogoverno e sorgono soprattutto in connessione con le attività manuali. Vi è quindi nel pensiero di Ferrière l'ideale di impostazione democratica, ideale che si rafforzò poi in relazione alle vicende storiche del Novecento.

## Astrologia
In seguito alla sua relazione con l'astrologo svizzero Karl Ernst Krafft, Adolphe Ferrière si consacrò a partire dal 1923 e fino alla fine della sua vita all'applicazione dell'astrologia alla sua tipologia, col nome di « typocosmie », un'impresa che lo fece mettere in disparte dal mondo accademico.

## Opere
- Transformons l'école (1920)
- L'éducation dans la famille (1920)
- L'autonomie des écoliers (1921)
- L'école active (1922)
- L'activité spontanée de l'enfant (1922)
- Caractérologie typocosmique : cadre synthétique pour l'étude des types psychologiques, la compréhension de l'individualité et l'éducation des enfants et des adultes (1932), en collaboration avec Karl Ernst Krafft
- Libération de l'homme (1942)
- Vers une classification naturelle des types psychologiques (1943)
- Typocosmie, t. I: L'influence des astres, Nice, Editions des cahiers astrologiques (1946)
- Transformons l'école (1947)
- Maisons d'enfants de l'aprés guerre (1949)
- Typocosmie, t. II: Le mystère cosmique: de la préscience par la science à la conscience, Nice, Editions des cahiers astrologiques (1949)
- Typocosmie, t. III: Le mystère de la personne, Turin, Rigois (1955)
- Typocosmie, t. IV: Le cosmos et l'homme,Turin, Rigois (1955)

In molti casi queste opere furono tradotte in italiano.